# アサヒスーパードライ
アサヒスーパードライは、アサヒビールが製造、販売しているビール。1987年3月17日に販売が開始された。スタイルはドライビール。アサヒスーパードライの登場で、日本のビール市場にドライビールというジャンルが定着した。また、日本のビール業界で発生したドライ戦争の発端（引き金）となったビールである。

## 特徴

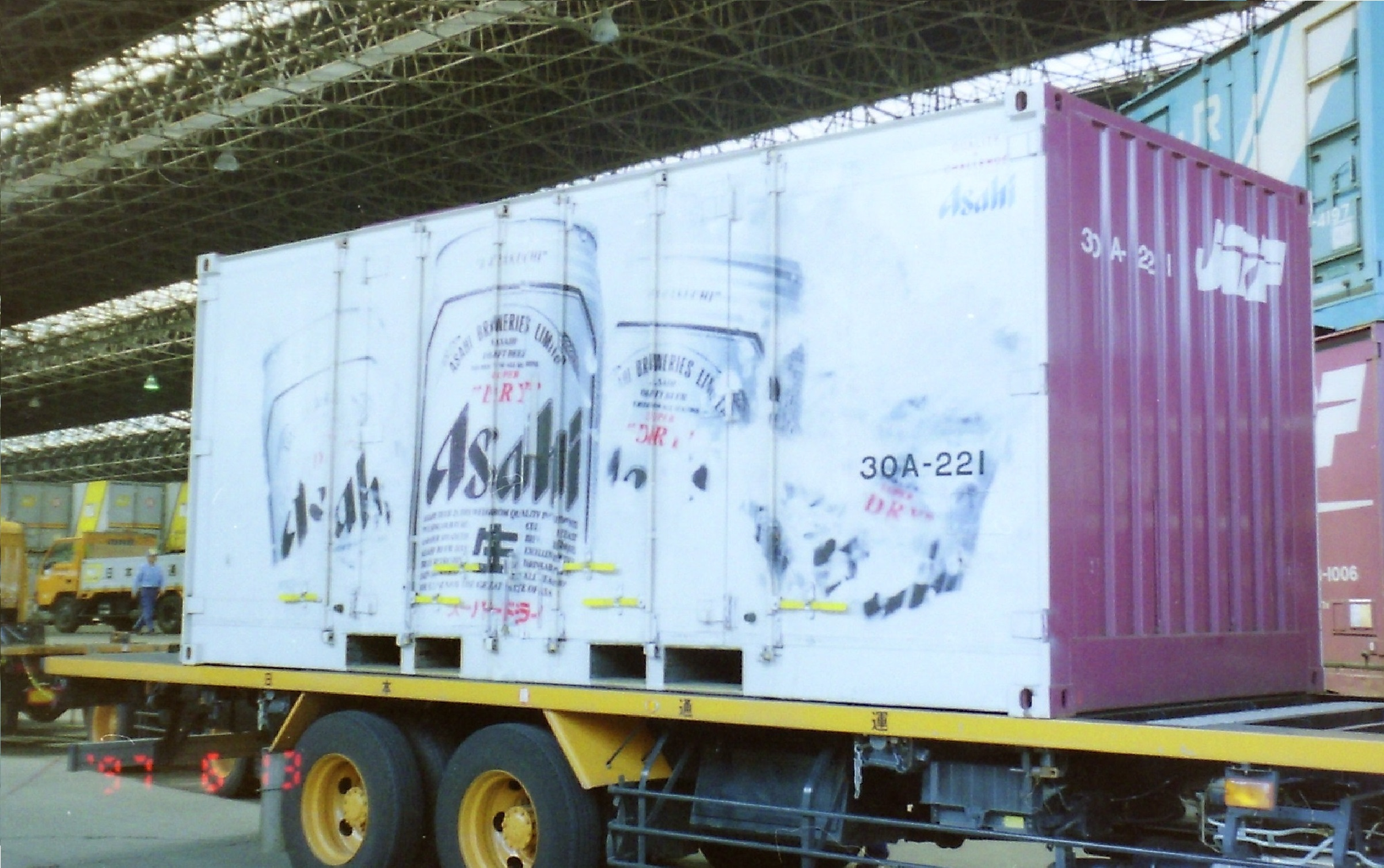
1997年に、JR貨物所有の鉄道コンテナとタイアップして全国展開した、ラッピングコンテナ。
※反対側面も同じである。
（大阪府／元、梅田貨物駅にて、1997年6月13日撮影）

開発当時に進行していた日本の食生活の変化に対応したビールとして開発された。同時代の日本で販売されていたビールに比べ、苦味を抑え、甘さも少なくしたビールである。甘さを少なくしたことでそれまで主流であったアルコール度数4.5%と比べて0.5%高い5.0%となっている。また、苦くてコクがあるビールよりも、キレのあるビールを目指して開発された。使用する麦芽をぎりぎりまで減らし（約70%）、副原料（スターチ）の比率を高めることですっきりした味を実現。アサヒビールはこの味を「ドライ」という言葉で表現した。また、アサヒスーパードライは、アサヒビールのもつそれまでの経験に頼らず、ゼロから開発されたビールであった。以上は、概ねアサヒビールからの情報発信に基づいた成書・記事による。
発売当初から2013年12月時点において、基本的な味・パッケージの変更は一切行っていない。ただし、細部の小変更としてメインラベルは1989年1月に「SUPER "DRY"」の上部と「生」の周囲の英文表記を現在のものに変更し、1992年4月に「生」の下の表記を現在の「スーパードライ 生ビール（非熱処理）」に変更し、その際に缶の背景を無地から薄い横縞が入るように変更している。また、瓶のラベル外周部、ネックラベルや裏ラベル、缶のラベル上部や側面の表記についても数年ごとに変更され、2012年2月頃には缶の右下に「お酒」マークが入っている。なおスリムボトル缶は、他の製品とは異なるデザインを採用し、1年毎にデザインをリニューアルしている。2014年2月には製法の年次改良が実施され、「生」の上に「洗練されたクリアな味、辛口。」と表記されるようになった。2019年4月（令和元年）にも製法の改良が実施され、ラベルの意匠が若干変更され、ラベル内に「ザ・ジャパンブランド」の表記が追加されたほか、ラベル最上部の「“KARAKUCHI”」から「KARA 辛口 KUCHI」に表記を変更した。
ビール商品としては麦芽の使用率が低いため、日本で低税率系発泡酒が再度展開され始めた1990年代中盤頃の発泡酒商品の味に類似する面があり、自社製品同士の競合が懸念され、それが影響してアサヒビールは発泡酒市場への参入を躊躇したり難色を示したとされる。
なおアサヒビールは、沖縄県のオリオンビールを実質的に傘下に置いており、沖縄県内・奄美消費分の350mL・500mL缶製品並びに10L・20L樽製品は同社の名護工場でライセンス製造している。

## ヒットの理由
日本では、景気浮揚期には新しいものを受け入れる消費者行動が顕著となり、大型のヒット商品が誕生する傾向にある。また、それは新しいライフスタイルを形成していく。アサヒスーパードライは景気浮揚期に販売されたことがヒットに繋がった。1987年は、団塊の世代が30代後半～40代前半に踏み入れた時節であった。

## 商品ラインナップ

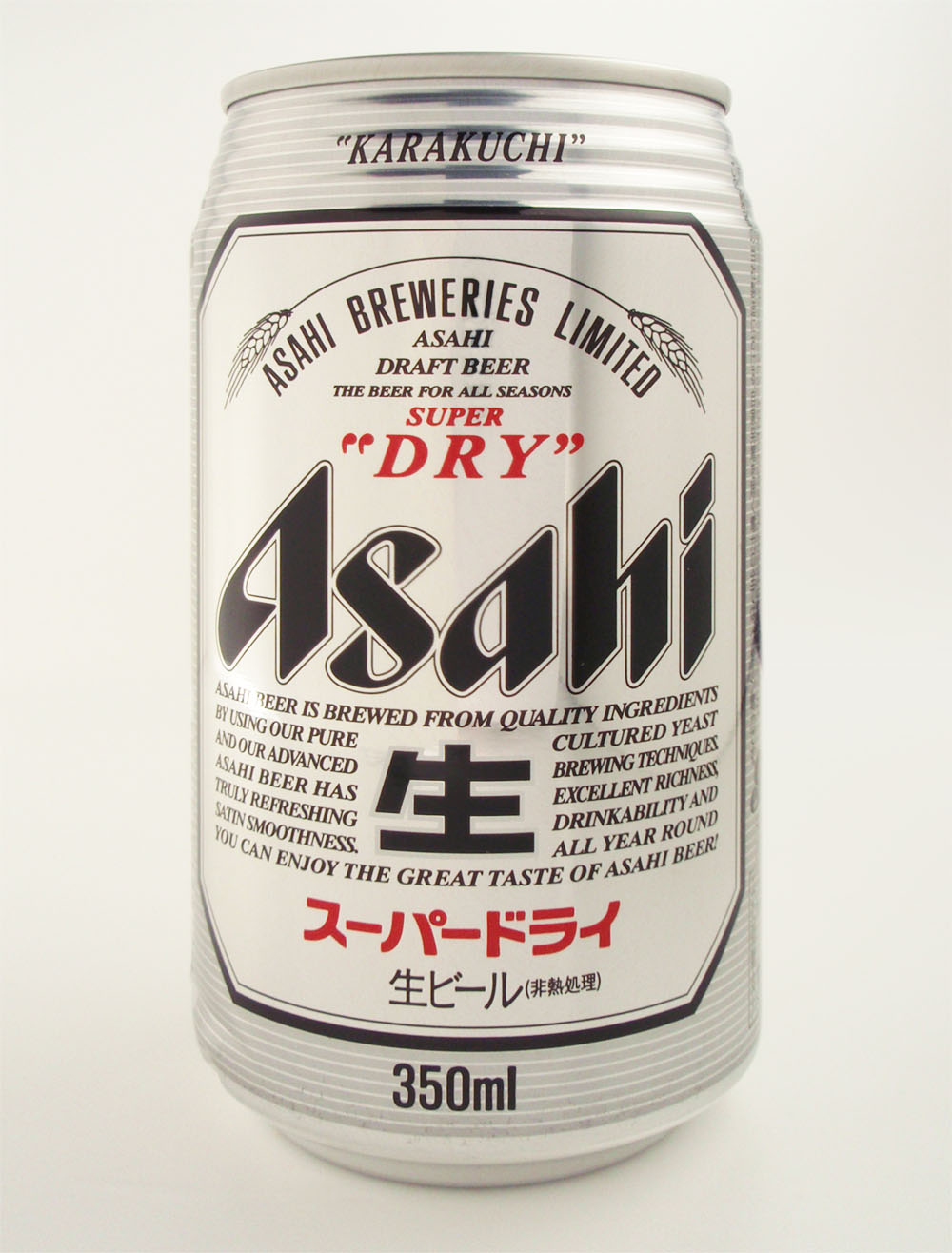
2012年2月頃に「お酒」マークが入る前の350ml缶

スーパードライは容器のバリエーションについても業界一を誇る。他社の撤退した大型容器（ミニ樽や1L缶）も展開されている。派生商品以外の中身はどの容器でも基本的に共通であるが、容器・ラベル・パッケージの限定デザイン、出荷時期や提供方法の違いによる限定バリエーションもある。
スーパードライは、2013年12月下旬（Cロット）製造分より初の年次改良を行い、アサヒビール独自の酵母管理技術「S-3（Super Screening System）」を導入することにより、厳選された優良な酵母は発酵力に優れ、泡を分解する酵素の溶出量が少なくなり、辛口のうまさはそのままに、キレと泡のきめ細かさをそれぞれ1割向上させることを実現した。
2014年12月下旬（Cロット）製造分には厳選優良ドライ酵母の活性度を高めるクオリティアップを行い、新仕込み技術により、時間経過による味の変化を抑制し飲みごたえとキレがそれぞれ1割向上した。
2018年4月上旬（Aロット）製造分には脂質酸化物を低減するクオリティアップが行われ、泡持ちとキレ味がさらに向上した。
2018年11月中旬（Zロット）製造分には品質基準を高めるクオリティアップが行われ、中長期のブランドテーマをザ・ジャパンブランドと設定するなどの印象的なデザインとなった。
2021年4月6日より缶のフタがフルオープンする生ジョッキ缶をコンビニエンスストアで先行発売（その他業態は20日発売）。飲料でのフルオープン缶の採用は日本初となる。
2022年2月中旬（Zロット）以降の出荷分より1987年2月の発売開始以来、初めて原料のレシピの変更を伴う全面改良が行われた。レイトホッピング製法を採用し、キレのよさを維持しながら飲みごたえが向上したのに合わせ、シンプルで洗練されたデザイン缶となった（例・30年ぶりに缶の背景から横縞が消え、ラベルから麦のイラストとザ・ジャパンブランドの文字、お酒マークの左側の内容量の表示が消える）。

### 容器
瓶
- 大瓶（633ml / 祝ラベルも販売）
- 中瓶（500ml / 祝ラベルも販売）
- 小瓶（334ml）

缶　
- 500ml缶（ロング缶）
- 350ml缶（レギュラー缶）
- 250ml缶（ミニ缶）
- 135ml缶（超ミニ缶）
- 340ml缶（生ジョッキ缶中生）
- 485ml缶（生ジョッキ缶大生)

樽
- 2Lミニ樽
  - ミニ樽は、1977年5月に日本で初めて「アサヒ生ビールミニ樽（7リットル）」として発売[注 7]され、中身や容量を変えながら、他社が全面的に撤退した現在でも販売されているロングセラー商品である。
- 樽生
  - 30L - 北海道・九州以外の地域
  - 20L - 東京・神奈川・千葉・埼玉限定
  - 19L / 10L

過去
- 特大瓶「BIG BOY」（1957ml） - サントリー（モルツ）が1990年代中頃に、キリン（ラガーと一番搾り）とサッポロ（黒ラベル（通称ジャイアンツ））が2000年代前半に生産終了する中で、スーパードライは継続して販売されていたが、東北地方太平洋沖地震（東日本大震災）の影響で販売休止となり、そのまま販売終了。
- スタイニーボトル（334ml） - 1998年頃発売。シュリンクラベルとマキシキャップを採用した小瓶。東日本大震災の影響で販売休止となり、そのまま販売終了。
- スリムボトル缶（350ml / コンビニエンスストア限定）
  - 2007年3月と7月に20周年を記念して合計120万箱限定発売され、2009年7月7日よりデザインをリニューアルしてコンビニエンスストア限定で通年販売を開始した。
  - その後2010年4月27日と2011年3月15日に再びデザインをリニューアルしたが東日本大震災で被災した福島工場で製造していたため、2011年版は震災前に生産された分が少量販売されたのみで、在庫分が無くなり次第販売休止となった。
  - 2012年3月21日、デザインが再びリニューアルされ、生産場所が名古屋工場に変更されて、発売再開した。
  - 2013年4月23日、320mlの「スタイリッシュボトル缶」にリニューアルされ、製造を終了した。
- 3Lミニ樽 - 2013年12月下旬（Cロット）の年次改良時に家庭用としての需要低迷を理由に製造・出荷終了。
- スタイリッシュボトル缶（320ml） - コンビニエンスストア限定だったが、2014年4月8日に全チャネルに拡大し、デザインも通常缶と統一した。しかし、一般店舗ではあまり普及しなかった上、コンビニでも売り上げが減少し、2014年12月下旬（Cロット）の年次改良時に製造・出荷終了。
- 750ml缶 - 他社（サントリーは700ml缶を販売）が1990年代後半に相次いで製造終了した中で、スーパードライは継続して販売していたが、2013年12月下旬（Cロット）の年次改良時に国内での製造ならびに販売を終了した。なお、韓国への輸出用としては吹田工場のみ、2021年末まで製造されていた。
- 1L缶（ジャンボ缶） - 2018年11月中旬（Zロット）の年次改良時に家庭用としての需要低迷を理由に製造・出荷終了。

### 限定
- エクストラコールド
  - 専用ディスペンサーが設置された飲食店と期間限定アンテナショップ「エクストラコールドBAR」限定の提供方法で、スーパードライを0度からマイナス2度と凍結寸前まで冷却してからグラスなどの容器に注ぐ提供方法を採用し、「スーパードライ エクストラコールド」として2010年3月より本格展開している[20][21][22][23]。
- 鮮度実感パック[24][25]
  - 容器・パッケージ - 350mlの6本パック / 500mlの6本パック（北海道限定） / コンビニ限定仕様 - 缶350mlの2本パック、缶500mlの2本パック
  - 発売地域 - 沖縄を除く全国各地、北海道と四国地区はエリア限定デザイン仕様
  - 毎月原則1回発売される販売店・数量限定パック。
  - 工場で実感できる「できたてのビールのうまさ」を届けたいと徹底的に鮮度にこだわり、原則製造後3日以内（北海道は2日以内）で工場から出荷。
- できたて工場直送プレミアムギフト
  - 2010年に「鮮度ギフト」として発売し[26]、2011年中元商戦からは現商品名として発売[27]。
  - 製造後3日以内で工場から出荷したギフトセット商品を客へ直送[26][27]。
- 発売30周年限定特別醸造製品
  - 2017年、発売開始30周年を記念し季節ごとに限定発売。CMは福山雅治と有名ミュージシャンの競演バージョン。
  - 春 - EXTRA HARD（超刺激）[28]
- アサヒスーパードライ ロイヤルリミテッド 缶（500ml / 350ml）
  - 特別に手間をかけて限定醸造した国産麦芽100％を使用。
  - 国産麦芽のうまみを丁寧に抽出し、 通常より濃度を高めた麦汁を長期二段熟成させることで、コク・香りといったビールの風味をより際立たせた商品。
  - 発酵・熟成時には雑味の多い成分を丁寧に取り除き、 豊かな味わいと同時に「スーパードライ」ブランドの特長であるキレの良い後味を実現[29]。

### 派生商品
- ドライブラック（缶（500ml / 350ml）・小瓶（334ml）・樽生（10L）） - スーパードライ初の派生製品
  - 黒ビール未経験者や苦手と感じる人、若い世代にも楽しめるように日本のビールユーザーの嗜好に合わせ、他社の黒ビールや同社の黒生など従来の黒ビール商品に比べ、キレ味のよい爽快な味わいの「ドライテイスト」に仕上げて差別化を図っている[30][31]。
  - 原材料に黒麦芽を使用し、ホップを増量したことで香りやコクが増し、酵母はスーパードライと同じ「アサヒ318号酵母」で後味のキレの良さを出した仕上げになっている[30][31][注 8]。アルコール度数は5.5%とスーパードライ（5%）より高め[31]。先に発売した缶2種が好評なため、飲食店向けに小瓶を7月18日に、樽生を9月4日に発売し、7月19日より「アサヒスーパードライ エクストラコールドBAR」限定で『ドライブラック』の樽生ビール“氷点下のドライブラック”を先行販売している[32]。
  - 2013年2月13日にクオリティアップが実施され、複数のアロマホップを最適な比率で配合し、上質で爽やかな香りを高め、従来よりも雑味を低減した黒麦芽由来の原料を新たに使用することで、さらに爽快なキレ味を実現した。缶には金蓋が採用され、裏面に説明が表記されるようになっている[33]。
  - 2013年12月下旬（Ｃロット）製造分から再びクオリティアップが実施され、北米産ホップの使用比率を高めることにより、「黒麦芽由来のコクがありながら、爽快でキレのある味わい」をさらに強化している。缶には「世界の常識を変える辛口の黒ビール - 氷点ろ過製法 -」という商品特長を表記したが、上部の麦と「ASAHI BREWERIES LIMITED」はなくなり、「生」も小さくなっている（小瓶のラベルは変更なし）[16]。
  - 2022年春に発売を再開したアサヒ生ビール【黒生】に統合される形でそのまま製造・販売終了。
- ドライプレミアム（缶（500ml / 350ml）・瓶（633ml大瓶/500ml中瓶/334ml小瓶）・樽生（19L/10L））
  - 2013年6月11日発売。当初はギフト限定商品だったが、当初計画（120万セット）の約3倍となる343万セットを販売するヒット商品となり、2014年2月18日より通常商品に変更となる。エキス濃度の高い「国産ゴールデン麦芽」を使用し、醸造工程でひと手間かける贅沢醸造を採用し、スーパードライ酵母を使用することで、スーパードライならではの爽快で澄みきったキレ味がありながら、深い味わいに仕上げた。通常商品と同様に米、コーン、スターチの副原料は使用され、アルコール度数はギフト限定商品時代は5.5%となっていたが通常商品変更後より6%となった。通年発売1週間の販売状況は、90万ケースを超え計画を上回る好調なスタートを切り、2014年3月18日に樽生を、2014年9月2日には瓶製品を発売し、缶製品もラベル下部のレイアウトを瓶に合わせて修正[注 9]している。それに伴い、年間販売目標を当初の320万箱から樽生の発売に伴い360万箱に、6月中旬には神奈川工場[注 10]、名古屋工場に加え、博多工場にも製造工場を拡大して500万箱に引き上げている[34]（すべて大瓶換算）[16][35][36]。
  - 2014年12月下旬（Ｃロット）製造分よりクオリティアップが実施され、新たにフレッシュな状態のスーパードライ酵母「ゴールデンドライ酵母」を使用することにより、贅沢なコクとキレが更に向上した。デザインは、缶中央の英文表記がなくなった一方で、「ドライプレミアム」が大きくなり、その下には「ゴールデンドライ酵母&国産ゴールデン麦芽使用」と表記されるようになっている（瓶のラベルは変更なし）[37]。後述する後継商品の「ドライプレミアム 豊醸」と入れ替わる形で2015年12月下旬（Ｃロット）を以って生産終了、2016年4月12日を以って販売終了となった。
- ドライプレミアム 香りの琥珀（缶（500ml / 350ml））
  - 2014年11月5日発売。贅沢なコクとキレはそのままに、7種類の厳選したホップと黒麦芽由来の麦芽エキスを原材料の一部に使用することで、奥行きのある芳醇な香りを実現したギフト限定のプレミアムビール。アルコール度数は2013年のギフト版と同じ5.5%[38]。
- ドライプレミアム 初仕込みプレミアム（缶（500ml / 350ml））
  - 2014年12月24日発売。贅沢なコクとキレはそのままに、2014年に収穫した国産ゴールデン麦芽、国産ホップ（一部使用）、国産米を使用し、爽やかなホップの香りと麦のうまみを実感できる味わいに仕上げた[39]。
- ドライプレミアム 煎りたてコクのプレミアム（缶（500ml / 350ml））
  - 2015年2月17日発売。フレッシュなロースト香を有する「煎りたて国産麦芽」を一部使用することで、香ばしいコクと香りを、アルコール度数6.5%で、豊かな飲みごたえを実現した[40]。
- エクストラシャープ（缶（500ml / 350ml））
  - 2015年3月31日発売。氷点下で濾過する「エクストラコールドろ過製法」と、発酵度を高めアルコール度数を5.5%に高めたことによって、「超辛口のスーパードライ」”を作り上げた[41]。
- ドライプレミアム 豊醸（ほうじょう）（缶（500ml / 350ml）・瓶（500ml中瓶））
  - 2016年4月12日発売。先述のドライプレミアム（オリジナル）の事実上の後継商品。厳選した良質麦芽とチェコ・ザーツ産の最高級ファインアロマホップをふんだんに使用しドライプレミアム史上最大級のコクと香りを実現した。その後、販売需要が低迷し2021年末までに製造・販売終了となった。以後の贈答用としての需要は麦芽100%プレミアム生ビールの「花鳥風月」（2024年3月販売終了。ただし、東北地区に限り、通年販売商品〈レギュラー商品〉として購入可能だった）を経て、ドライプレミアム 豊醸同様の米やコーン・スターチ等の副原料を用いたブレンデッドプレミアム生ビールの「アサヒ食彩」がその代替を担うこととなった。アルコール度数は6.5%。
- スーパードライ 瞬冷辛口（しゅんれいからくち）（缶（500ml / 350ml））
  - 2017年5月30日発売。当初は夏季限定商品として販売されていたが2018年5月より通年販売商品（レギュラー商品）に昇格。その後販売需要が低下しただけでなく、スーパードライ（オリジナルテイスト）が2022年2月中旬（Zロット）の全面改良に伴い、そのまま製造・販売終了となった。アルコール度数は5.5%。
- ドライクリスタル（缶（500ml / 350ml））
  - 2023年10月11日発売。日本国内のビール類市場における酒税改正に伴うビール減税によりビールへの回帰が進んでいることや、その一方で1990年代後半以降に生まれた若年の大人を中核とした若者のアルコール飲料離れなどの風潮を背景に開発されたスーパードライシリーズ初のライトビール（低アルコールビール）。冷涼感が特長のドイツ産ホップ「ポラリス」を一部使用するとともにスーパードライ（オリジナルテイスト）よりも発酵度を上げることで、透明感のある味わいと本格的な飲みごたえを実現した。アルコール度数は3.5%[42]。

### 関連商品
「アサヒ318号酵母」を使用した商品
- アサヒスーパーモルト（缶（500ml/350ml/300ml）・瓶（500ml中瓶/334mlスタイニーボトル）・樽生（10L/5L））
  - 2000年1月14日と1月24日に順次発売。厳選された麦芽を100%使用し、発酵力の強さを特徴とする「アサヒ318号酵母」を使用することによって、麦芽100%ビールの「重さ」「飲みにくさ」、ライトビールの「水っぽさ」「物足りなさ」を解消し、クリアで軽やかな飲み口を実現したほか、アルコール分を約3.5%と従来よりも低く設定すると同時に、カロリーを約30%削減している。また、ビール好きにとって「ちょっと飲みたい」シーンで気軽に飲むのに丁度良いサイズとして300ml缶を初めて採用した。
  - 当初は好調で、3月25日より業務用市場向けに中瓶と樽生を発売し、大瓶換算で317万箱程度を売り上げた。
  - 2001年4月4日には、リニューアルを行い、軽やかな飲み口はそのままに、コク感をややアップさせたが、その後は売り上げが減少し、2006年8月に製造終了した。

- アサヒ新生/アサヒ新生3（第三のビール（その他の醸造酒（発泡性）①））（500ml/350ml/250ml缶）
  - 2005年4月20日発売。大豆ペプチドを使用しアサヒ318号酵母を活性化させることで、発酵度を高める『新生高発酵製法』を採用し、キリッとした新しいのどごしを実現した。
  - 当初は好調で、1ヶ月強で大瓶換算で400万箱強を売り上げ、7月20日に250ml缶を追加した。
  - しかし、売り上げで『キリンのどごし<生>』や『サッポロドラフトワン』を上回るには至らず、11月22日に「新生高発酵製法」に磨きをかけると共に、仕込み工程で大豆ペプチド・酵母エキス・ホップを絶妙なレシピで仕込む「新生トライアングル仕込み法」を開発することで、雑味を低減し、進化したキレを持つ新商品として「アサヒ新生3」にリニューアルを行ったが、大きな改善には至らず、その後は新商品の登場とともに売り上げが減少したことに加え、アサヒビール自体も前年に『クリアアサヒ』を発売し、好調な売り上げを記録したこともあり、2009年2月に製造終了した。

「アサヒ318号酵母」を使用せず、ドライ系の味わいを実現した商品
- アサヒドライゼロ（缶（500ml / 350ml）・小瓶（334ml））
  - 2012年2月21日発売。麦汁を一切使用せずにビール成分を再現、余分な甘味や雑味を抑えることを可能にしたビールテイスト飲料。
  - 後述の通り、2023年より、ヨーロッパ現地法人（チェコ）を販売元とした、ほぼ同趣旨の「アサヒスーパードライ0.0%」がヨーロッパを中心とした8カ国で新発売された

## 歴史

### 沿革
- 1984年夏から1985年夏 - 消費者の嗜好調査を実施[7]。
- 1985年 - 新アサヒ生ビール (コクキレビール) と並行して酵母の研究を開始[49]。
- 1986年3月 - 開発プロジェクト開始[49]。コードネームは「FX」[49][注 11]。
- 1986年6月 - 試作品が完成し、役員を対象に試飲を実施[9]。
- 1987年3月 - アサヒスーパードライ発売開始[9]。
- 1989年 - 初めて年間販売数量1億箱を突破[50]。
- 1996年6月 - 月間シェアNo.1となる[51]。
- 1997年 - 年間シェアNo.1となる[52]。
- 2009年9月 - スーパードライの新しい提供方法・飲み方「エクストラコールド」を飲食店にて展開を始める[53]。
- 2012年4月3日 - 初の派生商品「ドライブラック」を発売[30]。
- 2021年4月6日 - 業界初となる生ジョッキ缶を発売[18]。
- 2022年2月 - 発売開始以来初となる、原料レシピの変更を伴うリニューアルを実施。

### 販売開始まで
当時の日本のビール業界では、サントリー以外の大手ビールメーカーは、ビール純粋令があったドイツから技術を学んではじまったこともあり、味わいが重厚なビールばかりであった。この時期まではビールに関して、世の中の人からは「ビールは苦く重い」、ビール業界では目隠しテスト（ブラインドテスト）の結果から「客はビールの味がわからない」という考えが常識化していた。アサヒスーパードライが製造開始される1987年前後の日本は食中酒としてのアルコール飲料を探していた時代といえた。
アサヒビールは1980年代前半から中盤にかけて低迷していたが、社長に村井勉が就任してからさまざまな改革を行っていた。1984年夏から1985年夏にかけて、アサヒビールは東京と大阪でそれぞれ5000人を対象に味覚・嗜好調査を実施。これで得られたデータや前述のビールに関する常識から推考したり発想を変えて「嗜好は変化する」「客は味が分かる」と仮説を立てて調査・分析すると下記の事柄が浮き彫りになってきた。
- 日本では油・塩・砂糖の摂取量が増え味付けがどんどん濃くなっており[20]、油脂購入量は1960年から1980年の20年間で日本の一世帯あたり約2倍に増加[7]。
- 日本人は日本食という繊細な料理を食べていることから「日本食に合うビールがあるはず」と推測[20]。
- 肉中心の献立を好む子供が増加傾向にあるという学校給食研究会の調査結果[7]。

各種の調査・研究・分析結果を踏まえ、将来に渡っても、油脂の多い食事と合うさらっとしたビールが求められていると、アサヒビール技術開発部長は分析した。
これらの結果から、消費者はビールに「軽快で飲みやすい」「味わい」「爽快感」を求めていることが判明。この傾向は20代、30代の消費者に顕著であった。これにマッチする味は辛口という仮説が生まれ、新ビールのコンセプトは「辛口・生ビール」とした。
1986年3月、コードネーム「FX」として開発プロジェクト開始。苦味を抑え、甘さも少なくしたビールを目指した。開発の最初はレシピ作成からで、コンセプトに合う酵母を同社の酵母バンクから探した結果、発酵能力がズバ抜けて高く独特の香味特性を備え、コンセプトに適合していた「アサヒ318号酵母」に決定。次に原材料の種類・使用比率や発酵条件など様々な条件や組み合わせを細かく設定しながら試作して、コンセプトを満たす必要条件を決め込んでいった。アルコール度数は当時の一般的なビールの度数4.5%に対し、5%と高めにしてスッキリとした味わいを出した。出来上がった数々の試作品と共に様々な和食・洋食・中華料理・つまみを用意して、実際の飲食シーンに近い状況で試飲を多数繰り返した結果、コンセプトに合致する味に到達した。3ヶ月後の同年6月、試作品が完成し、当時の社長である樋口廣太郎など複数の役員を対象に試飲を実施し、高評価を得る。商品化の最終段階では、前年に発売した新アサヒ生ビール (コクキレビール) が好調であったため、自社製品である新アサヒ生ビールとの競合を懸念する声が社内から挙がったが、樋口の判断で1987年3月17日に名称「アサヒスーパードライ」として地域限定で販売開始。販売開始年には年間100万箱を目標としていた。

### ドライ戦争
『スーパードライ』のネーミングに用いられた「スーパー」は、根拠も無く商品を優れていることを誇示し、優良誤認のネーミングで「ビールの表示に関する公正競争規約」に違反していた。アサヒも当初から違反を認識していた。そこで、銀行から派遣されていた当時の社長（樋口）が、大蔵省から天下っていた専務（竹山勇治）に大蔵省への工作を命じた。大手ビール会社の業界団体であるビール酒造組合が大蔵省へ、公正取引委員会の裁定を仰ぐことを事前に相談に行った。すると、大蔵省はビール酒造組合に対して、事を荒立てずに更に話し合うようにと指導した。アサヒビールの工作が功を奏し、『スーパードライ』は使われ続け、後にアサヒは、「スーパーイースト」も発売した。
『スーパードライ』のヒットを受け、この状態に歯止めをかけるべく競合3社も追随して、翌1988年1月にドライビールの発売概要を発表。これに対し、アサヒは1月に知的所有権侵害の問題として「名称・ラベルが『スーパードライ』に似すぎており消費者に誤解を与える」という抗議文を内容証明でキリンとサッポロビール（以下「サッポロ」）に送付するなど、ドライビールの名称について議論（ドライ論争）が行われたが、競合各社が名称変更しアサヒ側が譲歩したことで同月中に収束した。この論争が加熱して新聞などで報じられたことで、ドライビールに関する消費者の認知度が高まった。2月以降、各社からドライビールが発売された。他社のドライビール発売が『スーパードライ』新発売から約1年遅れた理由として、ビール新商品の開発・試作・生産には時間が掛かることや、1980年代において主力新商品の発売は本格シーズン到来前の春が恒例であったことが挙げられている。アサヒ以外の3社の動向は次の通りだった。
キリンビール
1988年2月22日に『キリンドライ』（CMに俳優のジーン・ハックマンを起用し、CMソングにはミュージシャンの鈴木雅之を起用）、1989年4月に麦芽100%のオールモルト生ドライビール『キリンモルトドライ』を発売。販売数量はキリンドライが1988年4000万ケース、1989年1750万ケースで、モルトドライが1989年350万ケース。しかし『スーパードライ』の独走を止めることはできず、1988年にはそれまで維持していた日本国内シェア50%を割っている。
サッポロビール
1988年2月26日に『サッポロドライ』（CMに吉田拓郎、広岡達朗、石田えりを起用）を発売。販売数量は1988年2300万ケース、1989年950万ケース。しかし、それまでの同社のファンからは不評で発売2年足らずで生産を中止。さらにドライ感を強めた『サッポロハーディ』や『サッポロクールドライ』を1989年に発売するも、短期間で生産を終了している。
サントリー
1988年2月23日、『サントリードライ』を発売。販売数量は1988年1300万ケース、1989年750万ケース。差別化戦略としてアルコール度数を5.5%に高めた『サントリードライ5.5』も発売し、CMにボクサーのマイク・タイソンを起用したことが話題になった。販売数量は1988年200万ケース。その一方『モルツ』のCMでは「私はドライではありません」と謳っていた。1989年には二条大麦と六条大麦のダブルモルトを使用した麦芽100%ドライの『冴』を発売し、こちらは和風のイメージで差別化を図った。
各社が発売したドライビールは想定以上の需要が押し寄せ2月下旬には品不足状態となったが、アサヒは前年から需要拡大の販売計画を立て供給力に余裕があったことから、他社の潜在需要も在庫があった『スーパードライ』に流れた。さらにアサヒは生産能力の向上に努め、『スーパードライ』に傾斜した生産体制をとり、他社も独走体制の阻止を図るためにドライビールの生産増強や販促・宣伝活動に注力した。この状態をマスコミは「ドライ戦争」と表現して盛んに用いた（前述）。
ビール業界の間では、前述のように先々を見据えた展開を行ったアサヒがドライ戦争の勝者となると序盤戦から予想されていた。同年6月27日、アサヒは新聞各紙において『スーパードライ』の広告掲載を行い、「この味が、ビールの流れを変えた。」の表現が事実上の“ドライ戦争の勝利宣言”と捉えられて大きな反響を呼んだ。
同年夏の需要期にはアサヒを含めた各社ドライビールの品薄状態が目立つようになっていたが、夏商戦も引き続きアサヒが有利に展開した。その結果が明らかになり始めた8月終盤から新聞において「ドライ人気は一時的」「ドライ人気に秋風!?」「ドライにかげり?」といった見出しが目立つようになり、競合他社はドライビールは一過性のブームと捉えていたことから、同年後半はドライ偏重戦略を改めて従来の主力商品に力を入れたり、新たな次期主力商品を模索し始めるなど、アサヒ以外の各社はドライビール戦争から戦線離脱した状態となった。
他社が発売したドライビールの売上で1988年は従来の新製品と比べると好調の部類に入り、1988年のドライビール市場は1億5000万ケースの規模となり全ビール市場における割合は前年の3%（アサヒのみ）から34%（全社合計）と急上昇した。一方でドライ以外の銘柄が売上低下する共食い現象も発生したり、前年に「ドライビール＝スーパードライ」のイメージが消費者にて形成されていたことで、他社がドライビールを宣伝しても客は元祖の『スーパードライ』に流れる状況となっていた。
結果的に時代の新たな潮流を生むと確信してドライビールに取り組んだアサヒが圧倒的支持を受け、1988年の販売数量実績で7500万ケースを記録した『スーパードライ』の勝利でドライ戦争は終了した。この好影響を受け、同年のビール市場占有率でアサヒはサッポロを抜き2位に上昇した。
ドライ戦争は他にも影響を及ぼしており、亀田製菓の柿の種はビールに合うおつまみとして需要が拡大・定着するなどの要因で、同時期において売上は3倍弱の伸び率を記録した。

### シェアNo.1
1996年6月、アサヒスーパードライはキリンビールのキリンラガービールを抜いて月間シェアNo.1の座につく。当時の社長瀬戸雄三は7月1日の夕方、本店の社員を社員食堂に集め、このことを報告した。このとき、瀬戸は社員の前で涙を流したという。
1997年には年間シェアもNo.1となり、1998年の年間シェアではキリンラガービールとキリン一番搾り生ビールのシェアを合計したよりも多くのシェアを獲得する。
また新しい試みとしてJR貨物とタイアップして、アサヒビール輸送用に割り当てていた汎用20 ft級の30A形コンテナに、横長側の2面（2種類の内容）又は、4面全体（1種類の内容）の3種類内容パターンラッピングコンテナを投入し、絶大な宣伝効果を発揮していた。

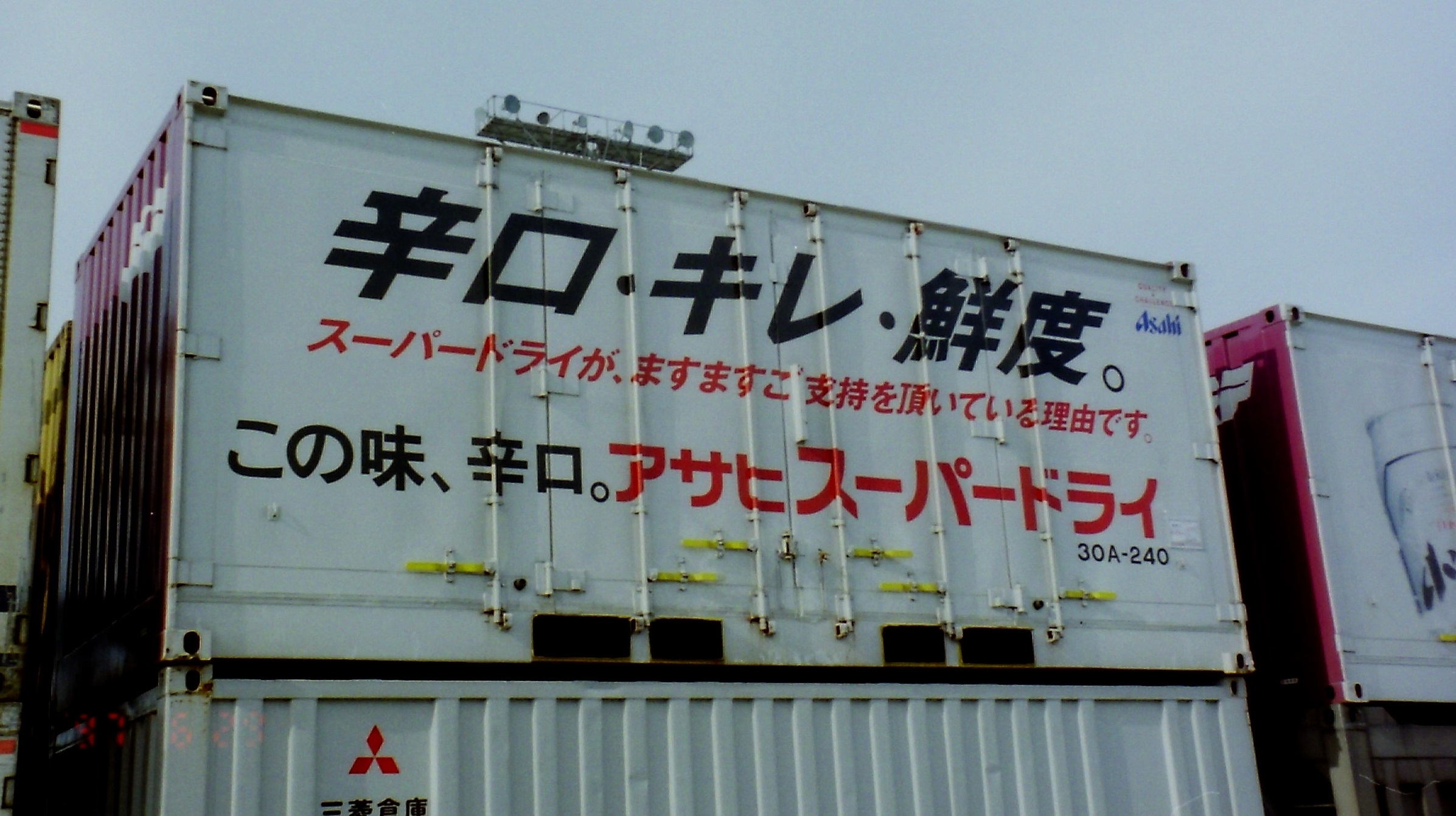
【両側二面パターン1】 1997年に、JR貨物所有の鉄道コンテナとタイアップして全国展開した、ラッピングコンテナ。 ※反対側面も同じである。 （福岡県／福岡貨物ターミナル駅にて、1997年6月撮影。）
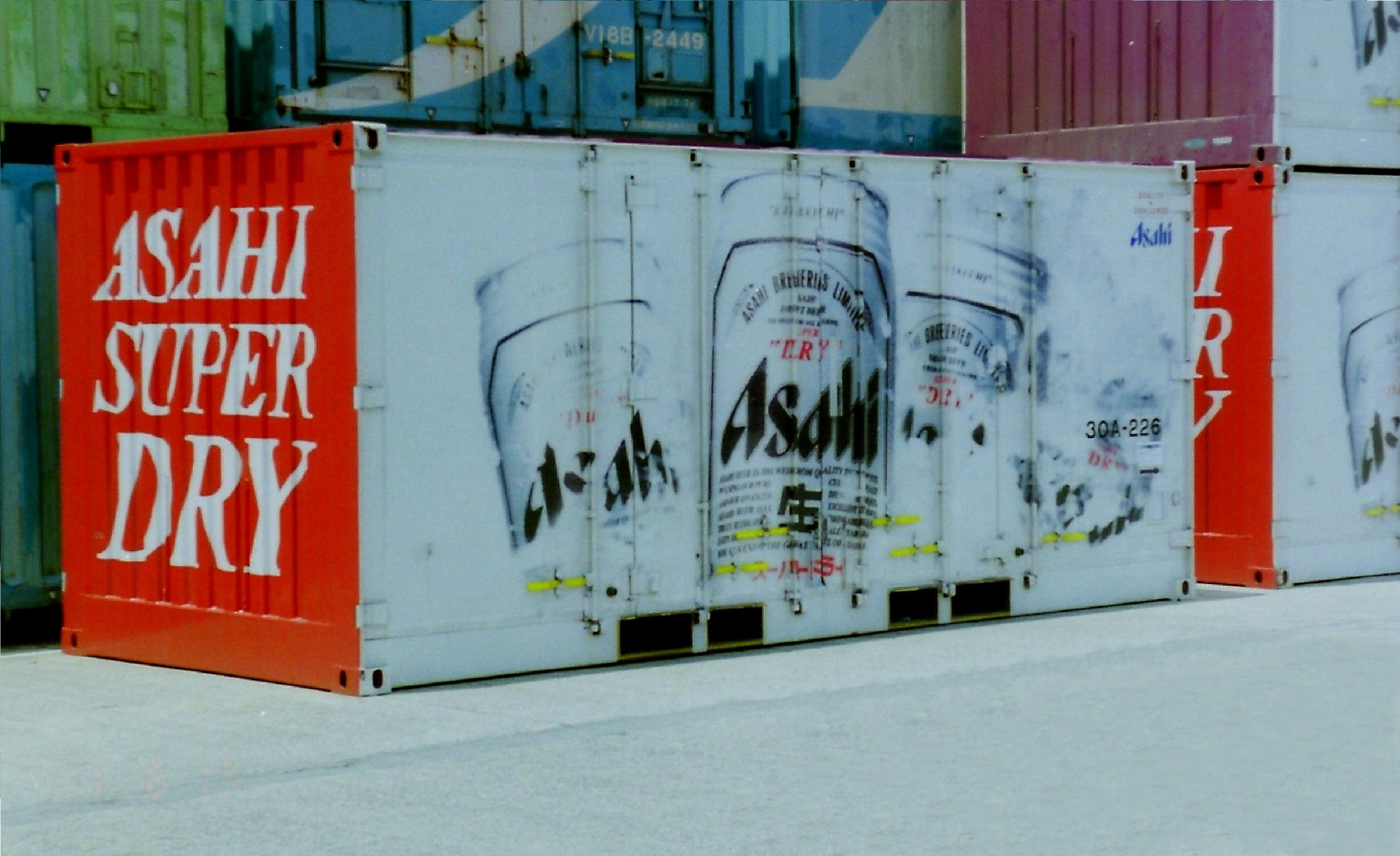
【四面全体パターン】 1997年に、JR貨物所有の鉄道コンテナとタイアップして全国展開した、ラッピングコンテナ。 ※反対側面も同じである。 （大阪府／元、梅田貨物駅にて、1997年6月13日撮影。）

2011年には1989年以来、23年連続で年間販売数量1億箱を突破した。

### エクストラコールド
エクストラコールドとはビールの提供方法・飲み方のひとつで、通常の樽生ビールの提供温度である4 - 8度程度に比べてさらに低い温度に設定した、「摂氏マイナス2度 - 2度で提供する樽生ビール」とアサヒでは定義している。これは1998年にイギリスで若者のビール離れに対する対応策や新たな顧客獲得を目指して、ビールを摂氏2度で提供してスムースさをアピールした。それ以降、ヨーロッパで導入が進んで普及し、現在では一般的な提供方法のひとつとなっており、他の地域ではアジアでも普及してきている。
この提供方法をスーパードライでも新しい飲み方として提案し、安定して低温ポイントに設定可能な専用ディスペンサーを新開発して、「スーパードライ エクストラコールド」として2009年9月より一部で展開を始め、2010年3月より本格展開を開始した。専用ディスペンサーが設置された飲食店にて提供可能で、アンテナショップの「エクストラコールドBAR」も期間限定で開設している。「氷点下のスーパードライ」として、スーパードライを0度からマイナス2度と凍結寸前まで冷却して提供しており、通常のビールに比べ「苦みが感じにくくなり、ビール離れが進む若者・ビールが苦手な人・女性層に支持されている」傾向がある。取り扱う飲食店も年々増加し、若い世代や女性など新たな顧客層の拡大に結びついている。

### ドライブラック
2000年代後期にウイスキーを炭酸水で割ったハイボールがブームとなり、ウイスキー市場が活性化したことをヒントに、黒ビールのポジショニングがウイスキーに似ていると考察され「黒ビールも、飲みやすくする提案があれば新たな需要を生み出せるはず」との発想が同社から出てきた。ターゲットは黒ビールのヘビーユーザーではなく、これまで黒ビールをあまり飲んでこなかった新規ユーザーとし、黒ビールに対して良いイメージを持っている半面、味については苦手意識を抱いている層の取り込みを目指し、従来の黒ビールのイメージとはかけ離れた、ゴクゴク飲めて食事との相性も良い味に仕上げた。
2012年4月3日、「スーパードライ」ブランドとして初の派生商品となった黒ビールの「アサヒスーパードライ ドライブラック」を発売。初年度売上目標は日本の黒ビール市場規模の2倍に当たる200万箱（大瓶換算）が当初の目標であったが、6月末までに累計170万箱を販売し、初年度売上目標を300万箱に上方修正している。また、先に発売した缶2種が好評なため、飲食店向けに小瓶を2012年7月18日に、樽生を9月4日に発売し、7月19日より「アサヒスーパードライ エクストラコールドBAR」限定で『ドライブラック』の樽生ビール“氷点下のドライブラック”を先行販売している。韓国においても、7月2日より350ml缶を販売開始している。

## 日本国外展開
1990年代後半以降、アサヒビールでは日本国外展開を積極的に進めており、その中でもスーパードライは主力ブランドに位置づけられている。
北米では1994年に提携先であるカナダ・モルソン社のバンクーバー工場でスーパードライの現地生産を開始したのを皮切りに本格的に販売を開始し、1998年に現地法人を設立した。その後2020年10月より、従来は他の国とは一部異なっていた北米向けスーパードライのデザインをと統一するとともに、イタリアのペローニ社に移管されている。
ヨーロッパでは、1999年にチェコのスタロップラーメン社（Staropramen Brewery）へ現地生産委託を開始して本格的に進出。2005年からはイギリスでもシェパード・ニーム社（Shepherd Neame Brewery）の工場で現地生産を行っており、2009年にはイギリス国内での年間販売数量が30万ケースに達したほか、スーパードライの樽生を扱う飲食店もイギリス国内だけで500店舗を超えた。また、シェパード・ニーム社製のスーパードライは、英国の国際ビール品評会“ブルーイング・インダストリー・インターナショナル・アワーズ2011”（Brewing Industry International Awards）の“樽詰ラガー部門”クラス2（アルコール度数4.8 - 6.9%）で金賞を受賞している。ロシアでは2008年からバルチカ社（Baltika Breweries）と提携し現地生産を開始している。2017年以降は、2016年にアサヒグループホールディングスに売却されたイタリアのペローニ社が欧州向けのスーパードライの製造を行っている。2017年9月末よりパドヴァ工場で瓶と樽生の製造を開始し、2018年1月より英国とイタリアで販売開始している。さらに2020年6月上旬よりローマ工場で缶と瓶の生産を開始し、欧州各国向けのスーパードライをペローニ製に全面切り替えしている。
アジアでは、中国で1999年に青島ビールとの合弁企業である「深圳青島ビール朝日有限公司」にて現地生産を開始し、2004年に北京市の「北京ビール朝日有限公司（中国語: 北京啤酒朝日）」が操業を開始し、中国国内で2拠点体制を築いている。2009年には青島ビールの発行済み株式の約20%を取得し体制を強化した。韓国には2000年に輸出開始し、2004年にロッテグループの酒類販売会社に出資して販売を本格化させ、2010年には最需要地のソウル特別市を南北2支店制にして営業活動の強化に努め同国輸入ビール市場2位となり、2011年はCM放送やイメージ戦略が好影響を及ぼし同国輸入ビール市場のシェアは28.3%で日本メーカー初の首位獲得に貢献した。2012年7月2日より、ドライブラックについても日本以外では初めて発売している東南アジアに対しては、2002年にタイのブンロートグループ（Boon Rawd Brewery）への現地生産・販売委託を始めている。
オセアニアでは、従来は日本やタイからの輸入販売を行っていたが、2019年1月よりオーストラリアのアサヒプレミアムビバレッジズのラバトン工場でスーパードライ330ml瓶の製造を開始している。
2022年8月にはシティ・フットボール・グループとパートナーシップを締結し、日本の横浜F・マリノスのみならず、英国のマンチェスター・シティFC、オーストラリアのメルボルン・シティFC、中国の四川九牛足球倶楽部のホームゲームで提供されるビールとなった。

### ラグビーワールドカップ
2023年、フランス各地で行われる、ラグビーユニオンの世界選手権である「ラグビーワールドカップ2023」において、アサヒスーパードライがアジアの酒造メーカーとして史上初となるワールドワイドパートナーに認定され、大会オフィシャルビールとして、会場内の観客・応援団にふるまわれることになった。ただし、同国内においてはアルコール・タバコの広告が法律で禁じられている（エヴァン法）ため、姉妹品の「アサヒドライゼロ」（ヨーロッパにおいては「アサヒスーパードライ0.0%」の銘柄名で発売）を含め、場内の広告掲示は「辛口」「Aaah! 0.0% SUPER TRY」とカラーリングで間接的に連想させつつ、直接商品名を表示しない配慮を行っている。
経済ニュース通信社・ブルームバーグの取材に答えた、アサヒグループホールディングス社長の勝木敦志は、「ブランド認知を高める絶好の機会」としており、通常のフランス国内の約1年分相当の売り上げがラグビーワールドカップ2023で超える可能性があると見越し、供給を切らさないように準備するという。
2024年10月9日、ラグビーワールドカップのグローバルパートナーシップを2029年まで延長することを発表した。これにより、ラグビーワールドカップ2025女子イングランド大会、ラグビーワールドカップ2027男子オーストラリア大会、ラグビーワールドカップ2029女子オーストラリア大会の3大会で、アサヒスーパードライがオフィシャルビールとなる。

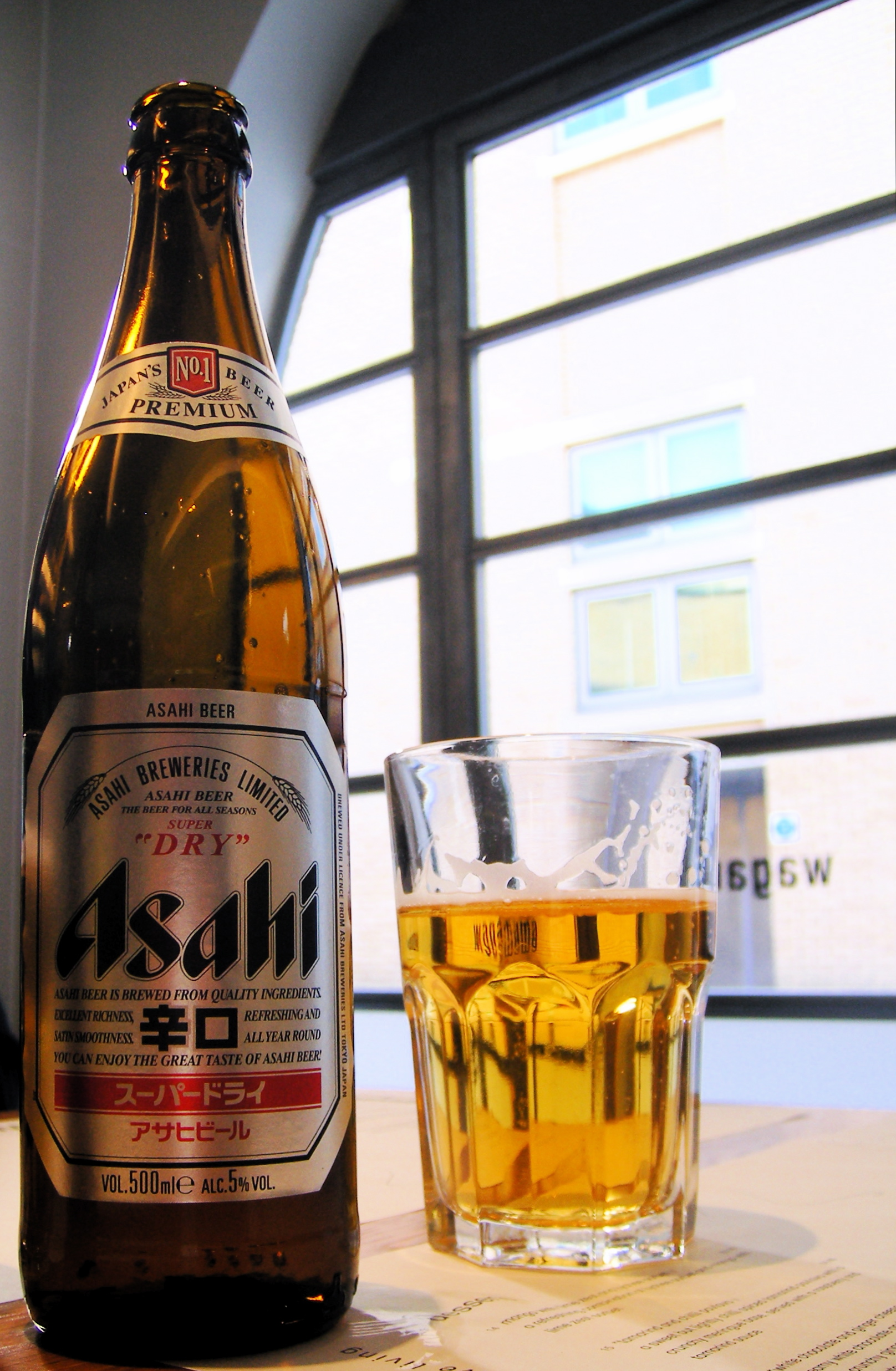
イギリス仕様 シェパード・ニーム社製（Shepherd Neame Brewery）
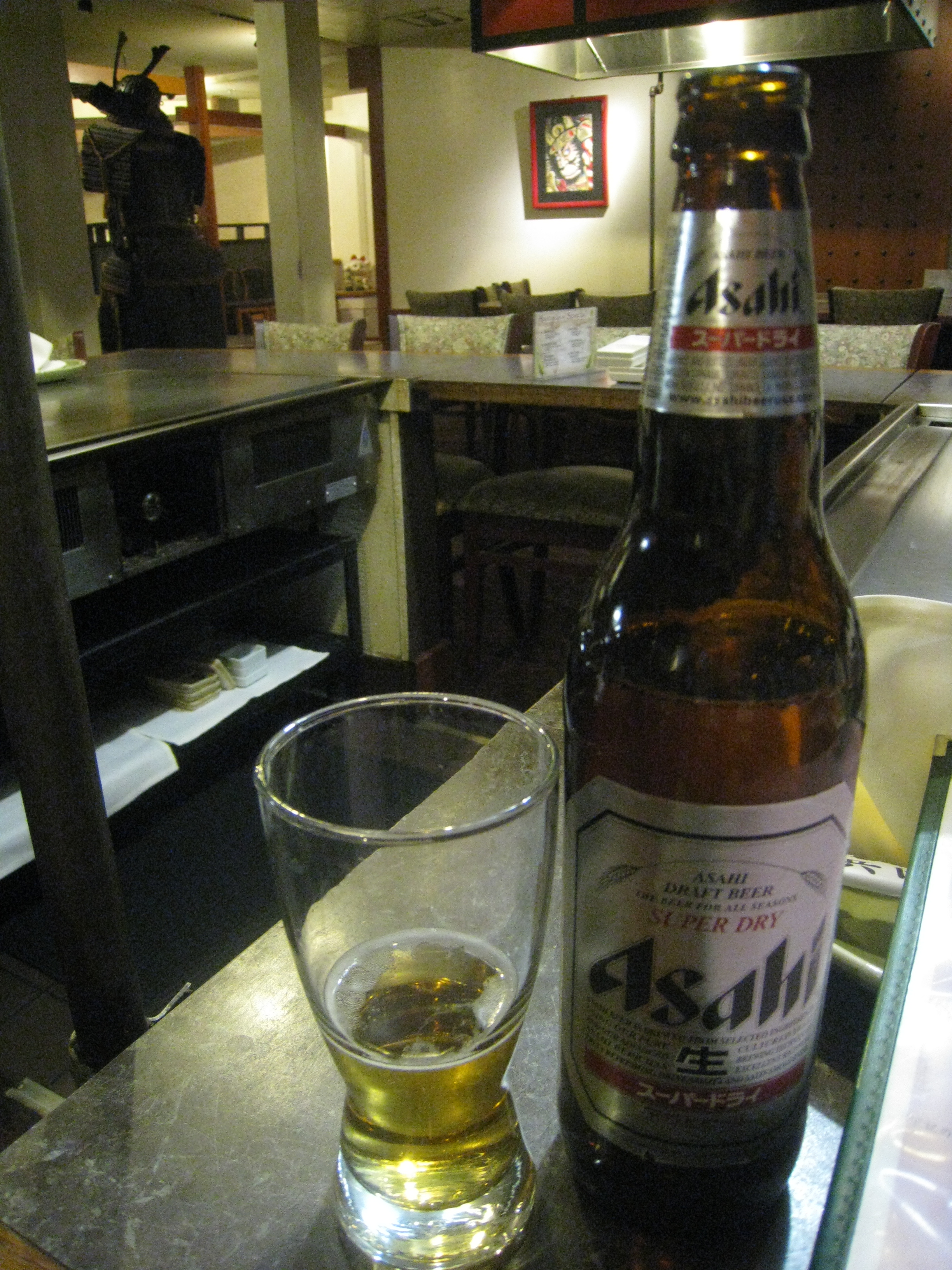
アメリカ仕様 モルソン社製（Molson Brewery）
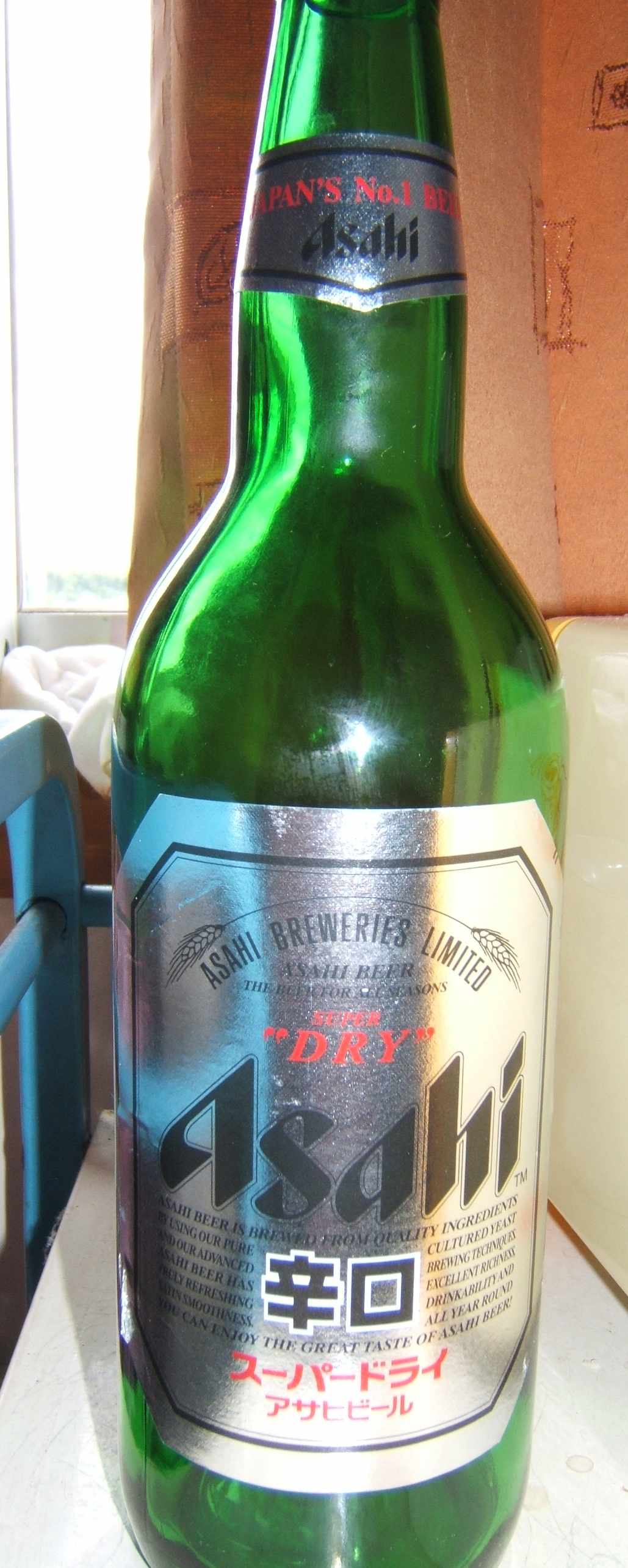
タイ仕様 ブンロート社製（Boon Rawd Brewery）

## 影響

### 日本のビール市場の拡大
アサヒスーパードライの登場で、日本のビール市場は拡大されたとも言われている。日本のビール市場は、アサヒスーパードライ発売前の1986年と1990年では32%も成長した。

### 日本酒辛口ブームへの影響
辛口を売りにしたアサヒスーパードライによる「辛口ブーム」が日本酒辛口ブームの一因になったという説がある。

## キャッチコピー
- 「飲むほどにドライ、辛口・生。」（1987年）
- 「KARAKUCHI。この味が、ビールの流れを変えようとしている（変えた）。」（1988年）
- 「KARAKUCHI。世界を動かす味がある。」
- 「この味、辛口。」
- 「うまさ洗練、辛口・生。」
- 「ダイナミックDRY」（1994年）
- 「洗練されたクリアな味、辛口。」
- 「世界No.1ドライ」
- 「究極の辛口へ。」（2018年）
- 「もうひとつのスーパードライ。」（瞬冷辛口のみ）
- 「世界でただひとつ、この辛口。」
- 「ビールがうまい。この瞬間がたまらない。」（2020年）
- 「進化した！スーパードライ史上最高のうまさ。」
- 「最高の渇きに、DRY。」「発売36年目、新スーパードライ、始まる。」（2022年）
- 「洗練されたクリアな味、新・辛口〈生〉」
- 「冷やすほどにキレ冴える、辛口〈生〉」（2025年）

## 商品説明
- 「さらりとした飲み口、アルコール度ちょっと高め。キレ味がさえる、いわば辛口ビールです。」（1987年）
- 「洗練されたクリアな味、辛口。さらりとした口当たり、シャープなのどごし。キレ味さえる、いわば辛口ビールです。」（2004年）
- 「さらりとした飲み口、キレ味さえる、いわば辛口の生ビールです。」（2019年）
- 「飲んだ瞬間の飲みごたえ、瞬時に感じるキレのよさ」が特長の躍動感あるうまさ。（2022年）

## 歴代CM出演者
※2025年1月現在
現在の出演者
- B'z（松本孝弘・稲葉浩志）
- イチロー
- 八村塁
- 五十嵐カノア
- 生田斗真・岡田准一・長澤まさみ・トータルテンボス（生ジョッキ缶）
- 橋本環奈（ドライクリスタル）

過去の出演者
- 安室奈美恵（30周年記念EXTRA HARDのみ）
- 飯島庸一
- 梅宮辰夫
- 青島健太（1996年）
- 落合信彦（1987年 - 1988年）※初代イメージキャラクター
- 尾上菊之助
- 加勢大周
- 国分太一
- 小日向文世
- 近藤等則（1991年、CM曲も担当）
- 三枝成彰
- 柴咲コウ（ドライプレミアム 豊醸のみ）
- ジョニー・デップ（瞬冷辛口のみ）
- 菅田将暉
- 宅麻伸
- ダルビッシュ有（ドライブラックのみ）
- 冨田勝
- 長屋晴子（緑黄色社会、ザ・クール）
- 南波誠（1996年）
- HOUND DOG
- 福原愛・江宏傑、吉田沙保里親子
- 福山雅治（2010年 - 2022年、ドライブラック、およびドライプレミアム 豊醸、瞬冷辛口を除く全商品）
- 中村倫也
- 桃井和馬
- 柳ジョージ（1996年 - 1998年、CM曲のみ）
- 山際淳司
- 山本寛斎
- 中島健人・菊池風磨（Sexy Zone、生ジョッキ缶）
- HIKAKIN
- 上原ひろみ
- 岸田タツヤ
- ONE OK ROCK
- 白石麻衣・西野七瀬（生ジョッキ缶）
- ラグビー日本代表 オフィシャルスポンサー。2023年のラグビーワールドカップ2023フランス大会において、ハイネケン社に代わり、アサヒスーパードライがオフィシャルビールに認定された。
- 吉沢亮（ドライクリスタル）

他